# Чинчина
Чинчина (исп. Chinchiná) — город и муниципалитет в центральной части Колумбии, на территории департамента Кальдас. Входит в состав Центрально-Южного субрегиона.

## История
Поселение, из которого позднее вырос город, было основано в 1857 году. Муниципалитет Чинчина был выделен в отдельную административную единицу 26 апреля 1930 года.

## Географическое положение

Муниципалитет Чинчина

Город расположен в южной части департамента, в пределах горной местности Центральной Кордильеры, на левом берегу реки Чинчины (правый приток Кауки), на расстоянии приблизительно 12 километров к юго-западу от города Манисалес, административного центра департамента. Абсолютная высота — 1382 метра над уровнем моря.
Муниципалитет Чинчина граничит на северо-западе с территорией муниципалитета Рисаральда, на западе — с муниципалитетом Белалькасар, на севере — с муниципалитетом Палестина, на северо-востоке — с муниципалитетом Манисалес, на востоке — с муниципалитетом Вильямария, на юге и юго-западе — с территорией департамента Рисаральда. Площадь муниципалитета составляет 112,4 км².

## Население
По данным Национального административного департамента статистики Колумбии, совокупная численность населения города и муниципалитета в 2024 году составляла 53 609 человек.
Динамика численности населения муниципалитета по годам:
| 2005   | 2010   | 2015   | 2020   | 2021   | 2022   | 2023   | 2024   |
| ------ | ------ | ------ | ------ | ------ | ------ | ------ | ------ |
| 53 496 | 52 488 | 51 492 | 52 381 | 52 701 | 52 984 | 53 317 | 53 609 |

Согласно данным переписи 2005 года мужчины составляли 48,6 % от населения Чинчины, женщины — соответственно 51,4 %. В расовом отношении белые и метисы составляли 98 % от населения города; негры и мулаты — 1,9 %; индейцы — 0,1 %.

## Экономика
Большинство трудоспособного населения занято сельском хозяйстве, в основном в сфере выращивания и переработки кофе.
48,3 % от общего числа городских и муниципальных предприятий составляют предприятия торговой сферы, 37,9 % — предприятия сферы обслуживания, 7,8 % — промышленные предприятия, 6 % — предприятия иных отраслей экономики

## Транспорт
К северу от города проходит национальное шоссе № 29 (исп. Ruta Nacional 29).